# Cold Spring (Kentucky)
Cold Spring es una ciudad situada en el condado de Campbell, Kentucky, Estados Unidos. Tiene una población estimada, a mediados de 2022, de 6353 habitantes.

## Geografía
La localidad está ubicada en las coordenadas 39°0′56″N 84°26′4″O / 39.01556, -84.43444 (39.015632, -84.434455). Según la Oficina del Censo, tiene una superficie de 12.29 km² de tierra y 0.002 km² de agua.

## Demografía
Según el censo de 2020, en ese momento había 6216 personas residiendo en la localidad. La densidad de población era de 505.37 hab./km². El 92.71% de los habitantes eran blancos, el 1.51% eran afroamericanos, el 0.13% eran amerindios, el 1.59% eran asiáticos, el 0.02% era isleño del Pacífico, el 0.71% eran de otras razas y el 3.33% eran de una mezcla de razas. Del total de la población, el 1.08% eran hispanos o latinos de cualquier raza.